# Conopomorpha fustigera
Conopomorpha fustigera là một loài bướm đêm thuộc họ Gracillariidae. Nó được tìm thấy ở Nam Phi và Uganda.
Ấu trùng ăn Panicum và Sorghum species. Chúng có thể ăn lá nơi chúng làm tổ.